# Olympische Sommerspiele 1948/Teilnehmer (Jamaika)
| Gelbes Symbol für Goldmedaillen mit stilisierten Olympischen Ringen | Graues Symbol für Silbermedaillen mit stilisierten Olympischen Ringen | Braundes Symbol für Bronzemedaillen mit stilisierten Olympischen Ringen |
| ------------------------------------------------------------------- | --------------------------------------------------------------------- | ----------------------------------------------------------------------- |
| 1                                                                   | 2                                                                     | —                                                                       |

Jamaika nahm an den Olympischen Sommerspielen 1948 in London, England, mit einer Delegation von 13 Sportlern (neun Männer und vier Frauen) teil. Es war die erste Teilnahme für Jamaika.

## Medaillengewinner

### Gold
| Name        | Sportart       | Wettkampf |
| ----------- | -------------- | --------- |
| Arthur Wint | Leichtathletik | 400 Meter |

### Silber
| Name          | Sportart       | Wettkampf |
| ------------- | -------------- | --------- |
| Herb McKenley | Leichtathletik | 400 Meter |
| Arthur Wint   | Leichtathletik | 800 Meter |

## Teilnehmer nach Sportarten

### Boxen
- Ray Edwards
Halbschwergewicht: 17. Platz

### Gewichtheben
- Simon Williams
Federgewicht: 17. Platz

- Michael Espeut
Leichtgewicht: 9. Platz

### Leichtathletik
- Leslie Laing
100 Meter: Vorläufe
200 Meter: 6. Platz
4 × 400 Meter: Finallauf nicht beendet

- Basil McKenzie
100 Meter: Vorläufe
200 Meter: Vorläufe

- Herb McKenley
200 Meter: 4. Platz
400 Meter: Silber 
4 × 400 Meter: Finallauf nicht beendet

- George Rhoden
400 Meter: Vorläufe
4 × 400 Meter: Finallauf nicht beendet

- Arthur Wint
400 Meter: Gold 
800 Meter: Silber 
4 × 400 Meter: Finallauf nicht beendet

- Sydney Foster
110 Meter Hürden: Vorläufe

- Cynthia Thompson
Frauen, 100 Meter: 6. Platz
Frauen, 200 Meter: Halbfinale

- Kathleen Russell
Frauen, 100 Meter: Halbfinale
Frauen, 200 Meter: Vorläufe
Frauen, Weitsprung: 6. Platz

- Vinton Beckett
Frauen, 80 Meter Hürden: Vorläufe
Frauen, Hochsprung: 4. Platz
Frauen, Weitsprung: 11. Platz

- Carmen Phipps
Frauen, Hochsprung: 11. Platz